# تام کندی (بازیگر)
تام کندی (انگلیسی: Tom Kennedy؛ ۱۵ ژوئیهٔ ۱۸۸۵ – ۶ اکتبر ۱۹۶۵) بازیگر اهل کشور ایالات متحده آمریکا بود. شهرت این بازیگر به خاطر بازی در فیلم‌های صامت هالیوودی در سبک کمدی است. وی بین سال‌های ۱۹۱۵ تا ۱۹۶۵ میلادی فعالیت می‌کرد. از فیلم‌هایی که وی در آن نقش داشته است می‌توان به زحمت را کم کن و دختر دانا اشاره کرد.

## در گذشت
تام کندی در تاریخ ۶ اکتبر ۱۹۶۵ بر اثر بیماری تومور استخوان درگذشت.